# Mållinje

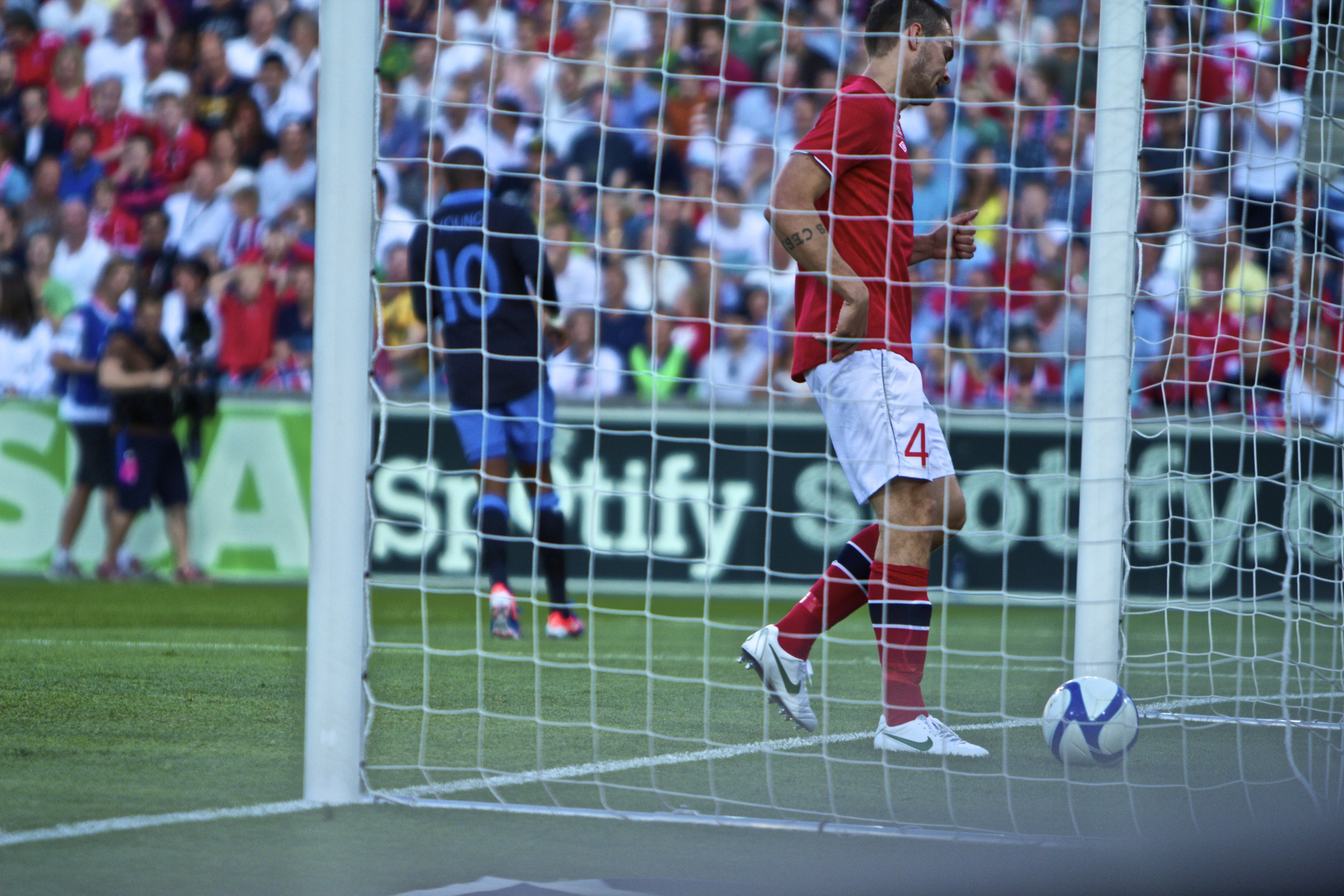
Den vita mållinjen i fotboll dragen mellan målburens stolpar.

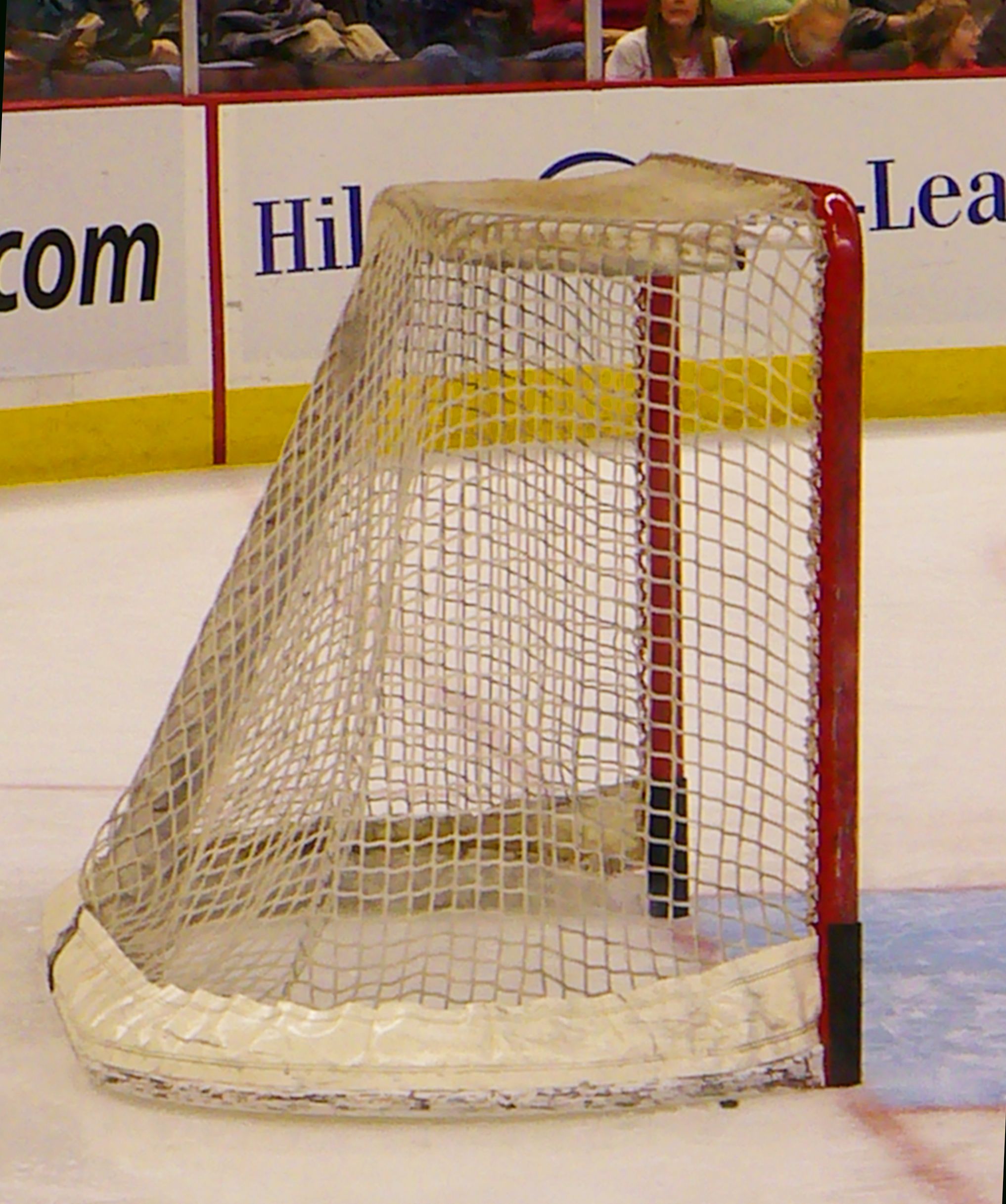
Den röda mållinjen i ishockey dragen mellan målburens stolpar.

Mållinjen är inom flera lagsporter, såsom fotboll, handboll, ishockey och bandy, den linje vid målburen som bollen eller pucken skall passera för att det skall bli mål. Inom andra sporter, såsom löpning, gång, cykelsport, bilsport och travsport, är mållinjen den linje som skall passeras för att gå i mål och därmed avsluta tävlingen.
Efter ett antal felaktiga domslut inom fotbollen fördes omfattande diskussioner om att införa elektroniska hjälpmedel, så kallad mållinjeteknik, för att hjälpa domaren att avgöra när bollen har passerat mållinjen. Fotbollens regelorgan, International Football Association Board, beslöt 2012 att godkänna användandet att tekniken och den är numera ett krav inom till exempel värlsdmästerskapturneringar och större nationella fotbollsligor. 
Ishockeyn har redan infört sådan teknik i form av videokameror där domaren kan ta hjälp av dessa för att döma vid tveksamheter.
Inom till exempel löpning och trav används sedan flera år målfoto för att avgöra placeringen i mål.